# 1 500 mètres féminin aux Jeux olympiques d'été de 2016 (athlétisme)
Pour un article plus général, voir Athlétisme aux Jeux olympiques d'été de 2016.
Navigation
Londres 2012 Tokyo 2020

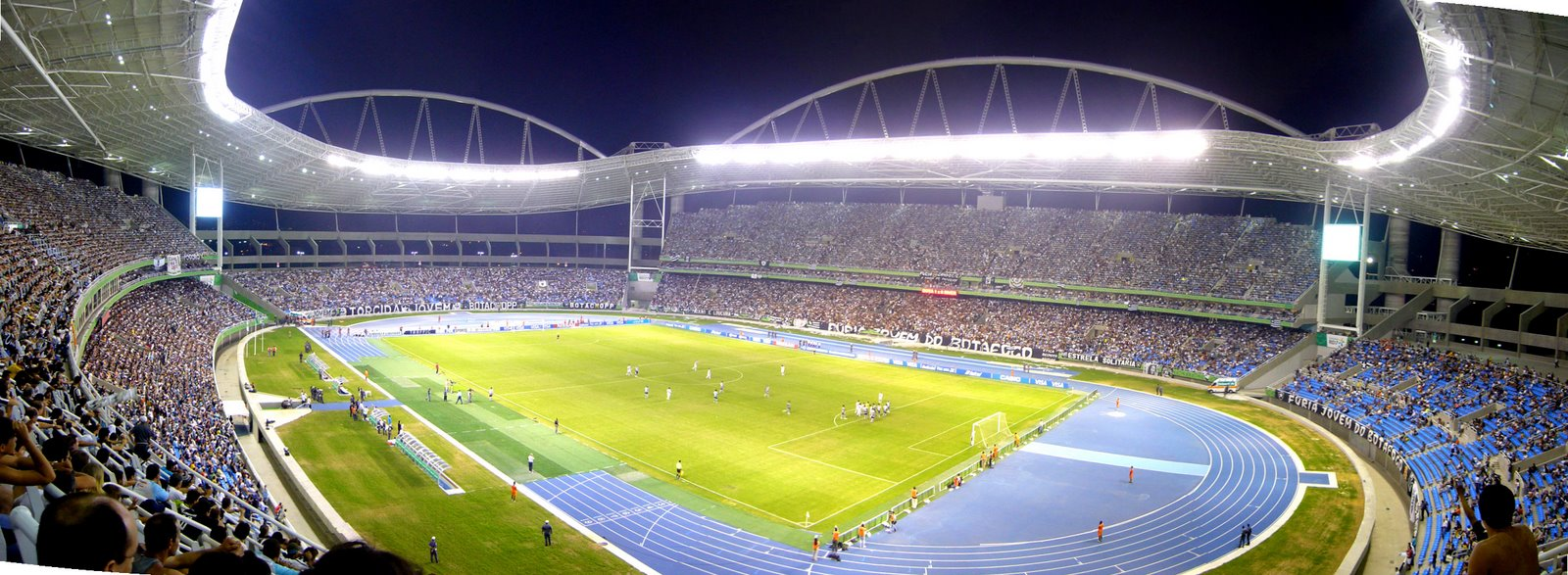
photo du Stade olympique de Rio de Janeiro, Brésil où à eu lieu la compétition

L'épreuve du 1 500 mètres féminin aux Jeux olympiques de 2016 se déroule du 12 au 16 août 2016 au Stade olympique de Rio de Janeiro, au Brésil. Elle est remportée par la Kényane Faith Kipyegon dans le temps de 4 min 8 s 92.

## Résultats

### Finale
| Rang               | Athlète          | Pays            | Temps   | Notes |
| ------------------ | ---------------- | --------------- | ------- | ----- |
| Médaille d'or      | Faith Kipyegon   | Kenya           | 4:08.92 |       |
| Médaille d'argent  | Genzebe Dibaba   | Éthiopie        | 4:10.27 |       |
| Médaille de bronze | Jennifer Simpson | États-Unis      | 4:10.53 |       |
| 4                  | Shannon Rowbury  | États-Unis      | 4:11.05 |       |
| 5                  | Sifan Hassan     | Pays-Bas        | 4:11.23 |       |
| 6                  | Meraf Bahta      | Suède           | 4:12.59 |       |
| 7                  | Laura Muir       | Grande-Bretagne | 4:12.88 |       |
| 8                  | Dawit Seyaum     | Éthiopie        | 4:13.14 |       |
| 9                  | Besu Sado        | Éthiopie        | 4:13.58 |       |
| 10                 | Sofia Ennaoui    | Pologne         | 4:14.72 |       |
| 11                 | Laura Weightman  | Grande-Bretagne | 4:14.95 |       |
| 12                 | Rababe Arafi     | Maroc           | 4:15.16 |       |

### Demi-finales

#### Demi-finale 1
| Rank | Athlete                    | Nation          | Time    | Notes |
| ---- | -------------------------- | --------------- | ------- | ----- |
| 1    | Faith Chepngetich Kipyegon | Kenya           | 4:03.95 | Q     |
| 2    | Dawit Seyaum               | Éthiopie        | 4:04.23 | Q     |
| 3    | Shannon Rowbury            | États-Unis      | 4:04.46 | Q     |
| 4    | Besu Sado                  | Éthiopie        | 4:05.19 | Q     |
| 5    | Laura Weightman            | Grande-Bretagne | 4:05.28 | Q     |
| 6    | Sofia Ennaoui              | Pologne         | 4:05.29 | q     |
| 7    | Rababe Arafi               | Maroc           | 4:05.60 | q     |
| 8    | Linden Hall                | Australie       | 4:05.81 |       |

#### Demi-finale 2
| Rank | Athlete              | Nation          | Time    | Notes |
| ---- | -------------------- | --------------- | ------- | ----- |
| 1    | Genzebe Dibaba       | Éthiopie        | 4:03.06 | Q     |
| 2    | Sifan Hassan         | Pays-Bas        | 4:03.62 | Q     |
| 3    | Laura Muir           | Grande-Bretagne | 4:04.16 | Q     |
| 4    | Jennifer Simpson     | États-Unis      | 4:05.07 | Q     |
| 5    | Meraf Bahta          | Suède           | 4:06.41 | Q     |
| 6    | Violah Cheptoo Lagat | Kenya           | 4:06.83 |       |
| 7    | Nicole Sifuentes     | Canada          | 4:08.53 |       |
| 8    | Malika Akkaoui       | Maroc           | 4:08.55 |       |

### Séries
Les 6 premières de chaque série (Q) et les 6 meilleurs temps (q) accèdent aux demi-finales

#### Série 1
| Rang | Athlète                 | Pays                 | Temps   | Notes |
| ---- | ----------------------- | -------------------- | ------- | ----- |
| 1    | Genzebe Dibaba          | Éthiopie             | 4:10.61 | Q     |
| 2    | Ciara Mageean           | Irlande              | 4:11.51 | Q     |
| 3    | Brenda Martinez         | États-Unis           | 4:11.74 | Q     |
| 4    | Linden Hall             | Australie            | 4:11.75 | Q     |
| 5    | Angelika Cichocka       | Pologne              | 4:11.76 | Q     |
| 5    | Konstanze Klosterhalfen | Allemagne            | 4:11.76 | Q     |
| 7    | Hilary Stellingwerff    | Canada               | 4:12.00 |       |
| 8    | Maureen Koster          | Pays-Bas             | 4:13.15 |       |
| 9    | Siham Hilali            | Maroc                | 4:13.46 |       |
| 10   | Amela Terzić            | Serbie               | 4:15.17 |       |
| 11   | Nancy Chepkwemoi        | Kenya                | 4:15.41 |       |
| 12   | Marta Pen               | Portugal             | 4:18.53 |       |
| 13   | Saraswati Bhattarai     | Népal                | 4:33.94 | NR    |
| 14   | Celma Bonfim da Graça   | Sao Tomé-et-Principe | 4:38.86 |       |

#### Série 2
| Rang | Athlète                    | Pays              | Temps   | Notes |
| ---- | -------------------------- | ----------------- | ------- | ----- |
| 1    | Sifan Hassan               | Pays-Bas          | 4:06.64 | Q     |
| 2    | Faith Chepngetich Kipyegon | Kenya             | 4:06.65 | Q     |
| 3    | Sofia Ennaoui              | Pologne           | 4:06.90 | Q     |
| 4    | Jennifer Simpson           | États-Unis        | 4:06.99 | Q     |
| 5    | Malika Akkaoui             | Maroc             | 4:07.42 | Q, SB |
| 6    | Besu Sado                  | Éthiopie          | 4:08.11 | Q     |
| 7    | Laura Weightman            | Grande-Bretagne   | 4:08.37 | q     |
| 8    | Jenny Blundell             | Australie         | 4:09.05 | q     |
| 9    | Gabriela Stafford          | Canada            | 4:09.45 |       |
| 10   | Muriel Coneo               | Colombie          | 4:09.50 |       |
| 11   | Tigist Gashaw              | Bahreïn           | 4:10.96 |       |
| 12   | Florina Pierdevara         | Roumanie          | 4:11.55 | SB    |
| 13   | Nikki Hamblin              | Nouvelle-Zélande  | 4:11.88 |       |
| 14   | Anjelina Nadai Lohalith    | Athlètes réfugiés | 4:47.38 |       |

#### Série 3
| Rang | Athlète              | Pays                | Temps   | Notes |
| ---- | -------------------- | ------------------- | ------- | ----- |
| 1    | Dawit Seyaum         | Éthiopie            | 4:05.33 | Q     |
| 2    | Shannon Rowbury      | États-Unis          | 4:06.47 | Q     |
| 3    | Laura Muir           | Grande-Bretagne     | 4:06.53 | Q     |
| 4    | Rababe Arafi         | Maroc               | 4:06.63 | Q     |
| 5    | Meraf Bahta          | Suède               | 4:06.82 | Q     |
| 6    | Zoe Buckman          | Australie           | 4:06.93 | Q     |
| 7    | Nicole Sifuentes     | Canada              | 4:07.43 | q     |
| 8    | Violah Cheptoo Lagat | Kenya               | 4:08.09 | q     |
| 9    | Danuta Urbanik       | Pologne             | 4:08.67 | q     |
| 10   | Diana Sujew          | Allemagne           | 4:09.07 | q     |
| 11   | Margherita Magnani   | Italie              | 4:09.74 |       |
| 12   | Kadra Mohamed Dembil | Djibouti            | 4:42.67 |       |
| 13   | Nelia Martins        | Timor oriental      | 5:00.53 |       |
|      | Betlhem Desalegn     | Émirats arabes unis |         | DNS   |

## Légende
Records et Performances
- AR : Record continental (area record)
- CR : Record des championnats (championship record)
- MR : Record du meeting (meet record)
- NR : Record national (national record)
- OR : Record olympique (olympic record)
- PR : Record paralympique (paralympic record)
- PB : Record personnel (personal best)
- SB : Meilleure performance personnelle de la saison (season's best)
- WL : Meilleure performance mondiale de l'année (world leader)
- WJR : Record du monde junior (world junior record)
- WR : Record du monde (world record)

Circonstances et Conditions
- DNF : N'a pas terminé (did not finish)
- DNS : N'a pas pris le départ (did not start)
- DQ : Disqualification (disqualification)
- NM : Aucun essai valable enregistré (No Mark)
- Q : Qualifié « directement » au prochain tour (ou à la prochaine compétition), lors d'une compétition majeure, grâce au classement ou à la réalisation des minima (automatic qualifier)
- q : Qualifié au prochain tour (ou à la prochaine compétition), lors d'une compétition majeure, grâce au repêchage ou à la réalisation de l'une des meilleures performances parmi celles des « non qualifiés directement » (grâce au meilleur temps ou à la meilleure distance par exemple) (secondary qualifier)